# 서경 21도
서경 21도(西經21度)는 본초 자오선에서 서쪽으로 21도 떨어진 경선이다. 북극점에서 시작하여 북극해, 그린란드, 아이슬란드, 대서양, 남극해, 남극을 거쳐 남극점에 이른다.
서경 21도는 동경 159도와 이어져 지구의 둘레를 이룬다.
북극점에서 남극점까지 서경 21도선은 다음 지역을 지나간다.
| 좌표                                                  | 나라, 지역, 해역 | 비고                                         |
| ----------------------------------------------------- | ---------------- | -------------------------------------------- |
| 북위 90° 0′ 서경 21° 0′  / 북위 90.000° 서경 21.000°  | 북극해           |                                              |
| 북위 81° 13′ 서경 21° 0′  / 북위 81.217° 서경 21.000° | 그린란드         |                                              |
| 북위 78° 28′ 서경 21° 0′  / 북위 78.467° 서경 21.000° | 죄켈부그텐 만    |                                              |
| 북위 77° 56′ 서경 21° 0′  / 북위 77.933° 서경 21.000° | 그린란드         |                                              |
| 북위 73° 27′ 서경 21° 0′  / 북위 73.450° 서경 21.000° | 대서양           | 그린란드해                                   |
| 북위 65° 23′ 서경 21° 0′  / 북위 65.383° 서경 21.000° | 아이슬란드       |                                              |
| 북위 63° 49′ 서경 21° 0′  / 북위 63.817° 서경 21.000° | 대서양           |                                              |
| 남위 60° 0′ 서경 21° 0′  / 남위 60.000° 서경 21.000°  | 남극해           |                                              |
| 남위 73° 57′ 서경 21° 0′  / 남위 73.950° 서경 21.000° | 남극             | 영국령 남극 지역 — 영국가 영유권을 주장한다. |

## 같이 보기
- 서경 20도
- 서경 22도